# Байрак (Промишленнівський округ)
Байра́к (рос. Байрак) — присілок у складі Промишленнівського округу Кемеровської області, Росія.

## Населення
Населення — 360 осіб (2010; 352 у 2002).
Національний склад (станом на 2002 рік):
- росіяни — 89 %